# ジュゼッペ・ガリバルディ (軽巡洋艦)
ジュゼッペ・ガリバルディ（Giuseppe Garibaldi）は、イタリア海軍の軽巡洋艦。ルイージ・ディ・サヴォイア・ドゥーカ・デッリ・アブルッツィ級。
艦名は、 千人隊（赤シャツ隊）を組織してイタリア統一運動で活躍し、「イタリア統一の三傑」の一人とされるジュゼッペ・ガリバルディに因む。

## 艦歴

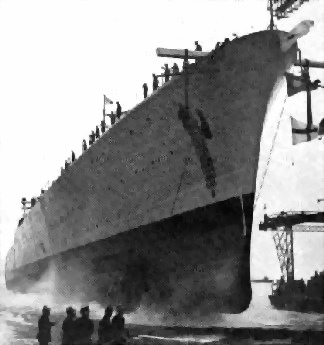
進水したジュゼッペ・ガリバルディ。

ジュゼッペ・ガリバルディは1933年12月28日にトリエステのカンティエーリ・リウニーティ・デッラドリアーティコで起工、1936年4月22日に進水。その後1937年12月1日にイタリア海軍に就役した。本艦の命名はルイージ・フェデルツォーニ元老院議長の妻であるジーナ・フェデルツォーニ夫人の手で行われている。
1938年5月5日、ジュゼッペ・ガリバルディはアドルフ・ヒトラーのイタリア訪問を祝してナポリ湾で行われた観艦式に参加した。本艦の戦闘旗は1938年6月13日にパレルモ市から贈られている。
ジュゼッペ・ガリバルディの最初の軍事行動は、1939年4月のイタリアのアルバニア侵攻であった。アルバニアに上陸するイタリア陸軍の兵員11,300名と戦車130両を援護するイタリア艦隊の1隻として参加したが、アルバニア側の抵抗は極めて微弱であり、目ぼしい活動といえばドゥラスとサランダに主砲の数斉射を行った程度であった。イタリア軍はほとんど抵抗なくアルバニア全土を占領し、国王ゾグー1世は亡命を余儀なくされた。
ジュゼッペ・ガリバルディはタラントを拠点とする第8戦隊（VIII Divisione）に所属して第二次世界大戦を迎えることになった。

### 1940年
1940年7月9日、ジュゼッペ・ガリバルディはカラブリア沖海戦に同型艦ルイージ・ディ・サヴォイア・ドゥーカ・デッリ・アブルッツィと共に参加し、戦闘で最初の砲弾を放った。この海戦では、ジュゼッペ・ガリバルディから発射された主砲弾がイギリス海軍の軽巡洋艦ネプチューンに命中し、カタパルトとフェアリー シーフォックス水上機に損傷を与えた。
9月1日、ジュゼッペ・ガリバルディはハッツ作戦の輸送船団攻撃を行うイタリア艦隊に参加した。9月29日にはMB5作戦の船団攻撃に加わるが、イギリス側はマルタ島への輸送に成功した。11月11日、タラントにいたジュゼッペ・ガリバルディはタラント空襲に遭遇している。

### 1941年
ジュゼッペ・ガリバルディは1941年3月27日にマタパン岬沖海戦に参加した。この時の艦長は、大佐であった。5月8日、MD4作戦（タイガー作戦）の輸送船団攻撃に出撃するが、ジュゼッペ・ガリバルディらイタリア艦隊は阻止に失敗した。7月28日、ジュゼッペ・ガリバルディはイギリス海軍の潜水艦アプホルダーに雷撃されて損傷した。

### 1942年
1943年1月3日、ジュゼッペ・ガリバルディはイタリアの輸送船団M43を護衛した。3月7日にはリビアへの大規模な輸送作戦であるV5作戦を軽巡洋艦エウジェニオ・ディ・サヴォイアと共に護衛している。6月14日、イギリス海軍がマルタ島への物資輸送を試みたヴィガラス作戦の阻止活動にジュゼッペ・ガリバルディも加わった。

### 1943年
1943年1月31日、ジュゼッペ・ガリバルディはメッシーナ在泊中に空襲を受け、爆弾の破片によって乗員に被害が出た。
ハスキー作戦で連合軍がシチリア島に上陸したことを受けて、8月7日に第8戦隊司令官ジュゼッペ・フィオラヴァンツォ提督の指揮下で、ジュゼッペ・ガリバルディとエマヌエレ・フィリベルト・デュカ・ダオスタはパレルモの敵上陸船団を攻撃に向かった。しかしながら、レーダーの欠如やジュゼッペ・ガリバルディの機関不調などの問題を抱えたまま戦闘することで2隻の軽巡洋艦と乗員を失うことは避けるべきであると考えたフィオラヴァンツォ提督の判断によって作戦は中止されたため、ジュゼッペ・ガリバルディは8月8日にラ・スペツィアに帰投した。
8月9日に2隻は3隻の駆逐艦の護衛の下でラ・スペツィアを出てジェノヴァへ向かったが、道中でイギリス海軍潜水艦シムーンの雷撃により駆逐艦1隻が失われた。
9月8日にイタリアの降伏を迎えると、ジュゼッペ・ガリバルディは旗艦である戦艦ローマ以下主力艦艇らと共に、連合軍へ投降すべくマルタ島へ向かった。途中でローマがドイツ空軍の空襲により爆沈してしまったものの、ジュゼッペ・ガリバルディは無事にマルタ島へ到着することができた。

### 1944年
その後ジュゼッペ・ガリバルディは連合軍側で活動することになった。1944年、ジュゼッペ・ガリバルディは地中海と大西洋でルイージ・ディ・サヴォイア・ドゥーカ・デッリ・アブルッツィやエマヌエレ・フィリベルト・デュカ・ダオスタらと共同でドイツ海軍の通商破壊艦に対する哨戒に従事した。それから地中海各地で兵員輸送を実施した。

### 1945年
1945年、ジュゼッペ・ガリバルディはジブラルタルでイギリス製レーダーの搭載が行われた。連合軍側に加わって活動していた当時、ジュゼッペ・ガリバルディには艦体をダークグレー、上部構造物をライトグレーで塗り分ける連合軍艦艇に準じた塗装が施されていた。
1940年6月から1943年9月にかけて、ジュゼッペ・ガリバルディは51回の作戦行動を行い、24,047海里を航海した。戦争が終わった時点で、航行距離はほぼ50,000海里に達していた。

## 戦後
終戦後もジュゼッペ・ガリバルディはイタリア海軍に保有が許され、兵装やレーダーの更新を含む小規模な近代化が行われた。1953年には、ソ連海軍潜水艦の脅威に対抗する哨戒ヘリコプターの水上艦艇への搭載を研究するための試験艦に選ばれた。ジュゼッペ・ガリバルディの艦尾部にヘリパッドが設けられ、AB 47Gヘリコプターの発着艦試験が行われた。この試験によって得られた知見は、後にカルロ・ベルガミーニ級フリゲートやアンドレア・ドーリア級巡洋艦に生かされた。
ジュゼッペ・ガリバルディは1953年から1954年12月にかけて予備役に置かれた後、ミサイル巡洋艦として大規模改装が行われることとなった。
改装はラ・スペツィア工廠で1957年から1961年にかけて実施された。艦体と推進器は従来のものを維持したものの、上部構造物は完全に更新された。改装完了後にジュゼッペ・ガリバルディはイタリア海軍旗艦となった。
従来の兵装は撤去され、艦体後部にはUGM-27 ポラリス弾道ミサイル発射機4基が設置された。ただし1963年8月31日にミサイルの模擬発射試験には成功したものの、政治的な理由によりアメリカ政府が実際にポラリスをジュゼッペ・ガリバルディのために提供することはなかった。代わってイタリア政府は国産の弾道ミサイルであるアルファの開発を進めることになった。
他の兵装としては13.5cm（45口径）連装砲2基とオート・メラーラ76mm砲8基に加え、RIM-2 テリア連装発射機1基を装備した。これにより、ジュゼッペ・ガリバルディはヨーロッパの海軍で初となるミサイル巡洋艦となった。改装によってレーダーと火器管制装置も更新されたほか、空調設備の設置や核戦争に備えてNBC対応能力も付与されている。艦尾にはAB 47Gヘリコプター用の小型ヘリパッドが設けられていた。
機関については、艦尾側のボイラー2基が撤去された以外は従来の配置を維持した。ただし、従来2本あった煙突は1本になり、残る6基のボイラーの煙路も変更が加えられている。ボイラー数が減少した結果、機関出力は85,000馬力、最大速力は30ノットに低下した。
ジュゼッペ・ガリバルディは主に財政的な理由により1971年2月20日に退役し、翌年スクラップとして売却された。イタリア海軍からは1976年11月16日除籍された。一部が解体された後もジュゼッペ・ガリバルディの艦体は数年間残っていたが、1978年11月3日に曳航された後に完全に解体されている。